# Roger de Choiseul
Roger de Choiseul (né vers 1075 - † vers 1105) est seigneur de Choiseul. Il est le fils de Renier de Choiseul, premier seigneur connu de Choiseul, et d'Ermangarde, peut-être issue de la maison des comtes de Tonnerre ou de Maligny.

## Biographie
Il est le fils de Renier de Choiseul, premier seigneur connu de Choiseul, et d'Ermangarde, peut-être issue de la maison des comtes de Tonnerre.
En 1084, il approuve le don de son père à l'abbaye de Molesme afin de fonder le prieuré de Varennes.
En 1095, il se joint à la première croisade, probablement avec Geoffroy d'Aigremont, et participe aux sièges de Nicée, d'Antioche ainsi qu'à la prise de Jérusalem,.
Il revient probablement à Choiseul vers 1100, puis succède à son père après 1102.
Il meurt vers 1105 sans union ni postérité. La seigneurie de Choiseul revient alors à sa sœur Adeline et à son mari Olry d'Aigremont.
À sa mort, il est probablement inhumé au prieuré de Varennes.
Son nom et ses armes figurent dans la cinquième des salles des Croisades du château de Versailles.

## Mariage et enfants
Roger de Choiseul n'a pas d'union ou de postérité connue.

## Sources
- Marie Henry d'Arbois de Jubainville, Histoire des Ducs et Comtes de Champagne, 1865.
- L'abbé Grassot, Les seigneurs de Choiseul, 1887.
- Henri de Faget de Casteljau, Recherches sur la Maison de Choiseul, 1970.
- Gilles Poissonnier, Histoire des Choiseul, 1996.